# 扁海果
扁海果（學名：Placocystites forbesianus）是生存在晚志留紀的一種海果類動物，生活在海床表面，用其柔軟的尾作為槓桿來移動自己。頭部扁平，呈長方形，由巨大而薄的方解石骨板組成。前端有兩個枝條形的腕，實際上是棘刺。口位於中部。